# Yiling (köpinghuvudort i Kina, Jiangsu Sheng, lat 32,48, long 119,67)
Yiling (kinesiska: 宜陵, 宜陵镇) är en köpinghuvudort i Kina. Den ligger i provinsen Jiangsu, i den östra delen av landet, omkring 94 kilometer nordost om provinshuvudstaden Nanjing. Antalet invånare är 46 778. Befolkningen består av 24 240 kvinnor och 22 538 män. Barn under 15 år utgör 11,0 %, vuxna 15-64 år 74 %, och äldre över 65 år 13,0 %.
Runt Yiling är det tätbefolkat, med 790 invånare per kvadratkilometer. Närmaste större samhälle är Xiannü, 12,2 km sydväst om Yiling. Trakten runt Yiling består till största delen av jordbruksmark.
Genomsnittlig årsnederbörd är 1 302 millimeter. Den regnigaste månaden är juli, med i genomsnitt 255 mm nederbörd, och den torraste är januari, med 30 mm nederbörd.